# Résolution 78/282 de l'Assemblée générale des Nations unies
La résolution 78/282 de l'Assemblée générale des Nations unies est une résolution adoptée par la soixante-dix-huitième session de l'Assemblée générale des Nations unies le 23 mai 2024, désignant le 11 juillet comme Journée internationale de réflexion et de commémoration du génocide de 1995 à Srebrenica.
La résolution, parrainée par l'Allemagne et le Rwanda, et co-parrainée par plus de 30 autres pays, a été adoptée avec 84 pays votant pour, 68 s'abstenant et 19 votant contre,.

## Résolution

### Préambule
La résolution rappelle son attachement à la Charte des Nations unies, à la Déclaration universelle des droits de l'homme et la Convention pour la prévention et la répression du crime de génocide. Elle rappelle également les résolutions du Conseil de sécurité ayant créés la zone de sécurité de Srebrenica, le Tribunal pénal international pour l'ex-Yougoslavie (TPIY) et le mécanisme international qui lui a succédé.
L'Assemblée générale note que le massacre de Srebrenica a été qualifié de génocide par les décisions du TPIY et de la Cour internationale de Justice (CIJ),,,.
Elle réaffirme également l'importance de la lutte contre l'impunité pour le maintien de la paix et de la sécurité internationales. Elle réitère que les États sont tenus de protéger les populations sous leur responsabilité de la perpétration à leur encontre de crimes internationaux et d'autres violations majeures des droits fondamentaux. L'Assemblée note que la justice internationale joue un rôle important dans ce domaine et reconnait en particulier la contribution du TPIY.
L'Assemblée souhaite que les opérations d'identification et d'inhumation des victimes se poursuivent, ainsi que la recherche des auteurs du génocide de Srebrenica, et réaffirme son attachement à l'intégrité territoriale et à l'unité de la Bosnie-Herzégovine.
Enfin, le préambule note que la responsabilité pénale pour le crime de génocide ne peut être engagée que vis-à-vis d'individus singulièrement, et non collectivement. Ce paragraphe a été ajouté par un amendement proposé par le Monténégro,,.

### Dispositif
La résolution, non-contraignante juridiquement, proclame le 11 juillet comme Journée internationale de réflexion et de commémoration du génocide commis à Srebrenica en 1995, célébrée chaque année.
En outre, elle condamne fermement le négationnisme et le révisionnisme historique concernant le génocide de Srebrenica, et encourage fortement les États membres à lutter contre ces comportements et à transmettre la mémoire du génocide, notamment au travers de l'enseignement scolaire. L'Assemblée générale condamne également la glorification des personnes reconnues coupables de crimes internationaux par les juridictions internationales, dont les auteurs du génocide de Srebrenica.
Enfin, elle exhorte tous les États à exécuter pleinement leurs obligations concernant la prévention et la répression du génocide en vertu du droit international, notamment de la Convention sur le génocide. Elle demande au Secrétaire général de diffuser largement la résolution et de mettre sur pied un programme de sensibilisation en vue du trentième anniversaire du génocide en 2025, et invite toutes les organisations internationales, les États membres et les acteurs de leurs sociétés civiles intéressés à organiser des événements de commémorations, de sensibilisation ou d'éducation pour participer aux célébrations de la journée internationale.

## Vote
| Vote       | Nombre | États |
| ---------- | ------ | --- |
| En faveur  | 84     | Albanie, Andorre, Australie, Autriche, Bangladesh, Belgique, Bosnie-Herzégovine, Brunei, Bulgarie, Cap-Vert, Canada, Tchad, Chili, Colombie, Costa Rica, Croatie, Tchéquie, Danemark, Djibouti, Équateur, Égypte, Salvador, Estonie, Fidji, Finlande, France, Gambie, Allemagne, Guinée-Bissau, Guyana, Islande, Indonésie, Iran, Irak, Irlande, Italie, Japon, Jordanie, Koweït, Lettonie, Libye, Liechtenstein, Lituanie, Luxembourg, Malawi, Malaisie, Malte, Mauritanie, États fédérés de Micronésie, Moldavie, Monténégro, Birmanie, Pays-Bas, Nouvelle-Zélande, Niger, Macédoine du Nord, Norvège, Pakistan, Palaos, Pologne, Portugal, Qatar, Roumanie, Rwanda, Saint-Marin, Arabie saoudite, Sénégal, Sierra Leone, Singapour, Slovénie, Afrique du Sud, Corée du Sud, Espagne, Suède, Suisse, Tanzanie, Tunisie, Turquie, Ukraine, Royaume-Uni, États-Unis, Uruguay, Yémen, Zambie |
| Contre     | 19     | Antigua-et-Barbuda, Biélorussie, Chine, Comores, Cuba, République démocratique du Congo, Dominique, Érythrée, Eswatini, Grenade, Hongrie, Mali, Nauru, Nicaragua, Corée du Nord, Russie, Sao Tomé-et-Principe, Serbie, Syrie |
| Abstention | 68     | Algérie, Angola, Argentine, Arménie, Bahamas, Bahreïn, Barbade, Bénin, Bhoutan, Botswana, Brésil, Burundi, Cambodge, Cameroun, Chypre, République dominicaine, Guinée équatoriale, Éthiopie, Gabon, Géorgie, Ghana, Grèce, Guatemala, Guinée, Haïti, Honduras, Inde, Côte d'Ivoire, Jamaïque, Kazakhstan, Kenya, Kiribati, Laos, Liban, Lesotho, Madagascar, Maldives, Mexique, Mongolie, Mozambique, Namibie, Nigeria, Oman, Panama, Papouasie-Nouvelle-Guinée, Paraguay, Pérou, Philippines, République du Congo, Saint-Christophe-et-Niévès, Sainte-Lucie, Saint-Vincent-et-les-Grenadines, Seychelles, Slovaquie, Îles Salomon, Soudan du Sud, Sri Lanka, Soudan, Suriname, Tadjikistan, Thaïlande, Togo, Trinité-et-Tobago, Tuvalu, Ouganda, Émirats arabes unis, Viêt Nam |
| Absents    | 22     | Afghanistan, Azerbaïdjan, Belize, Bolivie, Burkina Faso, République centrafricaine, Timor oriental, Israël, Kirghizistan, Liberia, Îles Marshall, Maurice, Monaco, Maroc, Samoa, Somalie, Tonga, Turkménistan, Ouzbékistan, Vanuatu, Venezuela, Zimbabwe |
| Total      | 193    | – |

## Réactions
La résolution est saluée par les associations de victimes et de proches de victimes du génocide de Srebrenica,,. Elle est soutenue par tous les États issus de la dissolution de la Yougoslavie à l'exception de la Serbie, ainsi que la plupart des États membres de l'Union européenne, à l'exception de la Hongrie, tandis que la Slovaquie, la Grèce et Chypre s'abstiennent. Ante Leendertse, représentant permanent de l'Allemagne, déclare : « Cette résolution cherche à encourager la réconciliation, aujourd’hui et pour l’avenir ». Nicolas de Rivière, représentant permanent de la France y voit ainsi une « occasion de travailler à la réconciliation des mémoires sur la base du respect et de la solidarité envers toutes les victimes ».
En revanche, la Serbie déploie d'intenses efforts diplomatiques pour empêcher l'adoption de la résolution,. Le président serbe Aleksandar Vučić critique vivement la résolution, estimant qu'elle fait de la Serbie une « nation génocidaire », et avertit qu'un jour de commémoration rouvrirait « de vieilles blessures et créerait un désordre politique complexe ». En 2010, l'Assemblée nationale serbe avait pourtant adopté une résolution condamnant les actions des Serbes de Bosnie à Srebrenica et présentant des excuses aux familles des victimes pour ne pas avoir pu empêcher le massacre, sans toutefois le qualifier de génocide,. 
De même, de nombreux serbes de Bosnie marquent leur hostilité à cette résolution. Milorad Dodik, le dirigeant de la république serbe de Bosnie, l'entité serbe de la Bosnie-Herzégovine, menace d'organiser la cessation de ladite entité si la résolution venait à être adoptée. Il est accueilli par les autorités locales de Srebrenica et demande que le drapeau de l'entité soit hissé « en signe d'opposition ». Un panneau est érigé à l'entrée de la ville avec l'inscription « Nous ne sommes pas une nation génocidaire ». 
La Serbie est soutenue par la Fédération de Russie, qui s'était déjà opposée en 2015 à une résolution similaire, débattue alors au sein du Conseil de sécurité. La Chine, également membre permanent du Conseil de sécurité, vote contre au motif qu'elle ne « [servira] pas la réconciliation au sein de la Bosnie-Herzégovine, tout comme entre les pays des Balkans occidentaux désirant la paix et la stabilité ».